# Alonso e i visionari
Alonso e i visionari è un romanzo della scrittrice italiana Anna Maria Ortese, pubblicato nel 1996 con la casa editrice Adelphi. 
Viene considerato dalla critica come il terzo della "trilogia fantastica" dell'autrice, composta anche dai romanzi L'iguana (1978) e Il cardillo addolorato (1993): tutte e tre le opere raccontano di storie non legate tra loro, ma accomunate dalla presenza di animali tra i protagonisti e dal forte linguaggio simbolico, dalla rappresentazione della contrapposizione tra bene, rappresentato dall'amore e la solidarietà cieca, e il male, rappresentato dal dolore recato all'altro, e dall'appartenenza dei tre romanzi al genere del realismo magico.

## Trama
In un piccolo paese di frontiera tra la Francia e l'Italia abita da diversi anni Stella Winter, cittadina americana non sposata e narratrice della storia. Con lei risiede per un paio di giorni Jimmy "Op" Opfering, anche lui americano e importante professore universitario, in Liguria per un breve viaggio. Una sera la donna e il suo ospite iniziano a parlare di un celebre e oscuro delitto accaduto a Prato una decina di anni prima, nel pieno degli attentati che hanno fatto cornice agli Anni di Piombo.
Il fatto riguarderebbe la morte del giovane Julio Decimo, giovane terrorista a capo di un gruppo anarchico, reo colpevole di innumerevoli stragi che hanno portato alla fine di molte vite, misteriosamente ucciso con un colpo di pistola nel capoluogo toscano, dopo essere tornato da un lungo periodo di latitanza (poiché gran parte della sua banda era stata o arrestata, o decimata dalle morti di alcuni membri), all'interno della casa paterna. Come il ragazzo sia morto e chi lo abbia ucciso non è mai stato chiarito, poiché l'unico testimone accertato nel luogo del delitto era il padre della vittima, Antonio Decimo, malato e paralizzato; dieci anni però l'uomo era un illustre professore universitario a Roma ed ispiratore, attraverso i suoi scritti, di numerose frange terroristiche, tra cui quella dello stesso Julio, seppur tra padre e figlio da tempo correvano dissapori.
Stella Winter, segretamente appassionata di questo caso di cronaca nera "tutto italiano", con stupore scopre che Decimo e Op furono amici in passato. Il professore americano inizia a raccontare così un episodio della loro amicizia accaduto vent'anni prima, quando l'italiano visitò gli Stati Uniti e portò con sé il suo secondogenito, Decio, fratellastro di Julio: durante un giro in macchina nel deserto dell'Arizona assieme a Rose Clem, ricercatrice di Pasadena, la comitiva si imbatte su un cucciolo di puma, solitario e innocuo. Ad un certo punto il piccolo Decio salta giù dalla vettura e abbraccia l'animale e lo chiama istantaneamente "Alonso", lo stesso nome di battesimo del servo spagnolo di Casa Decimo a cui il bimbo è molto affezionato. Nonostante la ritrosia del padre, alla fine viene permesso al bambino di portare con sè il cucciolo, ma dopo poche settimane il bambino muore a New York in un incidente stradale. Per colmare il vuoto dentro di sé, che all'apparenza cerca di ignorare, Antonio Decimo decide di portare il cucciolo a Roma e farlo conoscere all'altro figlio, il primogenito Julio, a quei tempi appena preadolescente. 
Da qui in poi le strade tra Op e il suo amico italiano si dividono, e il resto della storia viene raccontato dalle lettere, col tempo sempre più confusionarie, tra Decimo a Roma e Op negli Stati Uniti. Pochi mesi dopo il suo arrivo nella capitale, il cucciolo Alonso viene investito da un'auto e muore: colto dallo shock il professore italiano manda la pelle scuoiata dell'animale ai suoi amici americani, nel mentre anche la sua vita personale cade sempre più nell'amarezza: la seconda moglie Lea, interessata solo ai soldi e all'eredità della prima moglie del marito, se ne va di casa; Julio, inizialmente affezionato ad Alonso, cresce amareggiato dalla scomparsa dell'animale, completamente abbandonato dalla madre lontana che non risponde alle sue lettere, e da un padre indifferente. Nella villa romana dei Decimo rimane però il cameriere spagnolo Alonso, prima detestato dalla famiglia ma, dopo la morte del cucciolo, all'improvviso apprezzato e ammirato sia da padre che dal e figlio. 
È proprio da questo strano cambiamento, letto nelle varie lettere inviate da Decimo a Op nel raggio di dieci anni, che comincia a delinearsi una misteriosa sequenza di eventi, uno ben più grande e controverso del precedente, di cui la morte di Julio è solo il crudele epilogo. Da questo punto della storia, la stessa Stella Winter capisce che non solo nelle lettere di Decimo ci sono troppe incongruenze, ma anche nel racconto del suo stesso amico Jimmy Op: unico filo invisibile che unisce tutto è il nome Alonso e il vero significato che esso nasconde.